# Hylocharis
Hylocharis är ett släkte med fåglar i familjen kolibrier. Det omfattar numera endast två arter som förekommer i Sydamerika:
- Rödhakad smaragd (H. sapphirina)
- Guldsmaragd (H. chrysura)

Tidigare inkluderades ytterligare sex arter i släktet, men dessa har lyfts ut till andra släkten efter genetiska studier:
- Vitörad kolibri (Basilinna leucotis)
- Californiakolibri (Basilinna xantusii)
- Blåstrupig safir (Chlorestes eliciae)
- Vithakad safir (Chlorestes cyanus)
- Safirsmaragd (Chrysuronia grayi)
- Safirpannad smaragd (Chrysuronia humboldtii)